# Matanuska (rivière)
Pour les articles homonymes, voir Matanuska.
La rivière Matanuska est une rivière d'Alaska aux États-Unis, d'environ 120 km de long, qui arrose une large vallée au sud de la chaîne d'Alaska, appelée vallée Matanuska-Susitna.
Elle coule depuis le glacier Matanuska, au nord des montagnes Chugach, à 160 kilomètres d'Anchorage. Son cours est d'abord orienté ouest-sud ouest au travers de la vallée Matanuska Susitna, entre les montagnes Chugach au sud et les montagnes Talkeetna au nord. Elle traverse Palmer et rejoint le Knik Arm dans le golfe de Cook, à 40 kilomètres d'Anchorage. Son embouchure est proche de celle de la rivière Knik.
La vallée Matanuska-Susitna que la rivière traverse à l'est alors que la rivière Susitna passe à l'ouest, est une des régions les plus fertiles d'Alaska, et une des rares où peut se pratiquer l'agriculture. La rivière est un lieu apprécié pour pratiquer le rafting.

## Images

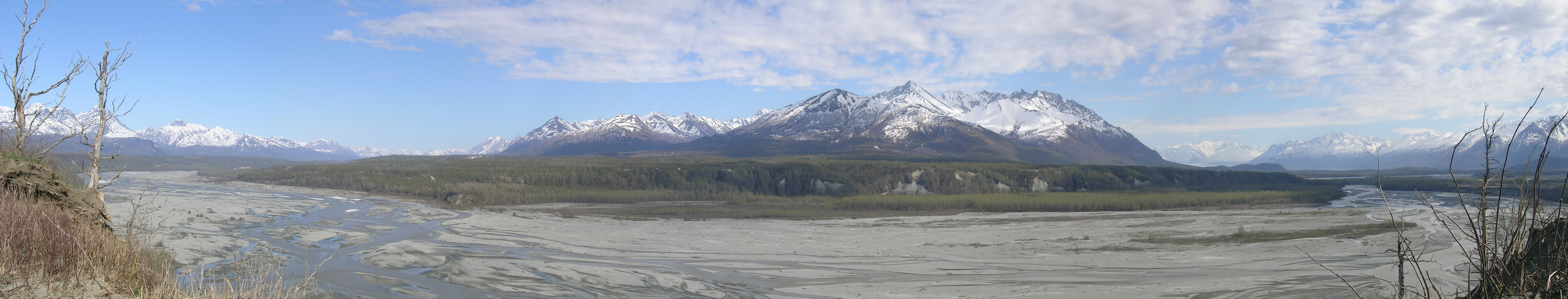
La rivière Matanuska.

La rivière Matanuska.

## Affluent
- Chikaloon – 34 miles (55 km).